# Plastická chirurgie s. r. o.
Plastická chirurgie s. r. o. (v anglickém originále Nip/Tuck) je americký dramatický televizní seriál z prostředí plastické chirurgie, který vysílala od roku 2003 do roku 2010 televizní stanice FX a byl oceněn jednou Emmy a jedním Zlatým glóbem.
Seriál zobrazuje životy dvou plastických chirurgů Seana McNamary a Christiana Troye. Původně se odehrával v Miami, ale od páté série se děj přesunul do Los Angeles, kde se zároveň po celou dobu i natáčí.

## Obsazení
- Sean McNamara (Dylan Walsh)
- Christian Troy (Julian McMahon)
- Matt McNamara (John Hensley)
- Julia McNamarová (Joely Richardson)
- Liz Cruzová (Roma Maffia)
- Kimber Henry (Kelly Carlson)
- Grace Santiagová (Valerie Cruz)
- Gina Russoová (Jessalyn Gilsig)
- Escobar Gallardo (Robert LaSardo)
- Ava Mooreová (Famke Janssen)
- Quentin Costa (Bruno Campos)
- Kit McGrawová (Rhona Mitra)
- James (Jacqueline Bisset)
- Michelle Landau (Sanaa Lathan)
- Eden Lord (AnnaLynne McCord)
- Colleen Rose (Sharon Gless)

V rolích pacientů se často objevují známí herci jako Joan Riversová, Brooke Shields, Catherine Deneuve, Rosie O'Donnell, Kathleen Turner, Jennifer Coolidge, Larry Hagman, Vanessa Redgrave, Doug Savant nebo Anne Heche.

### Dabing
- Josef Vrtal (Christian Troy)
- Zdeněk Mahdal (Sean McNamara)
- Ivana Milbachová (Julie McNamara)
- Petra Hanžlíková (Kimber Henry)

## Vysílání
| Řada | Díly | Premiéra v USA    | Premiéra v USA    | Premiéra v ČR  | Premiéra v ČR |
| Řada | Díly | První díl         | Poslední díl      | První díl      | Poslední díl  |
| ---- | ---- | ----------------- | ----------------- | -------------- | ------------- |
| 1    | 13   | 22. července 2003 | 21. října 2003    | vysíláno       | vysíláno      |
| 2    | 16   | 22. června 2004   | 5. října 2004     | vysíláno       | vysíláno      |
| 3    | 15   | 20. září 2005     | 20. prosince 2005 | vysíláno       | vysíláno      |
| 4    | 15   | 5. září 2006      | 12. prosince 2006 | vysíláno       | vysíláno      |
| 5    | 22   | 10. října 2007    | 3. března 2009    | vysíláno       | vysíláno      |
| 6    | 19   | 14. října 2009    | 3. března 2010    | 3. června 2011 | 7. října 2011 |